# Argentino Hotel
L'Argentino Hotel constitueix el complex hoteler més gran de la ciutat de Piriápolis, Uruguai.

## Història
El projecte va ser producte de la visió de l'empresari Francisco Piria i el va concebre per a 1200 hostes. El 1920 el president Baltasar Brum va col·locar la seva pedra fonamental. Va insumir un cost de 5 milions de pesos, sent al seu moment un dels hotels més gegantins d'Amèrica del Sud. Aquesta edificació té 120 metres de front, 70 de fons i 6 plantes. Al pis de baix ja estaven previstes les primeres instal·lacions per a l'ús de la talassoteràpia, amb dutxes i banyeres per a banys freds i calents daigua de mar, secció de gimnàstica sueca, salons de perruqueria, entre d'altres. Per allotjament, Piria va portar la llenceria de fil d'Itàlia, la vaixella d'Alemanya, la cristalleria de Txecoslovàquia i el mobiliari d'Àustria.
L'arquitecte va ser Pierre Guichot.
Va ser inaugurat el 24 de desembre de 1930 i va ser durant diversos anys l'hotel més gran de Sud-amèrica.
El casino de l'hotel és a l'ala esquerra, el públic pot accedir per una escalinata i els hostes pel passadís esquerre de planta baixa.
En 1942 l'Estat uruguaià adquireix l'Hotel Argentí i ho concessiona en 1958. En 1993 és declarat Monument Històric de l'Uruguai i en 2008 Bé de Significació Patrimonial.
L'Argentino Hotel és de l'Estat Uruguaià i està gestionat per una conseció de 30 anys pel Grup Méndez Requena (Nifelar S.A.) des del 2017 al 2047.
L'hotel té 3 piscines una amb aigua calenta i una altra exterior amb un tobogan i un trampolí.
L'Argentino Hotel va rebre la certificació d'accessibilitat al medi físic, pel que fa a la norma UNIT 200.
El 2021 es converteix en un hotel “pet friendly” en admetre gossos petits que acompanyin els seus amos.

## Salons
L'hotel té dos salons importants: el Saló Aquari i el Saló Daurat. Al Saló Aquari hi ha se serveix l'esmorzar de l'hotel, i ofereix un servei de confiteria. Al Saló Daurat es realitzen presentacions de llibres, xerrades i concerts de diferents estils.
A Salon Dorado s'han presentat personalitats de la música com: Albana Barrocas, Edison Mouriño, Felipe Rubini, etc; i personalitats de la literarura i conferencistes: Ludovica Squirru, Marciano Durán, etc.

## Automobilisme

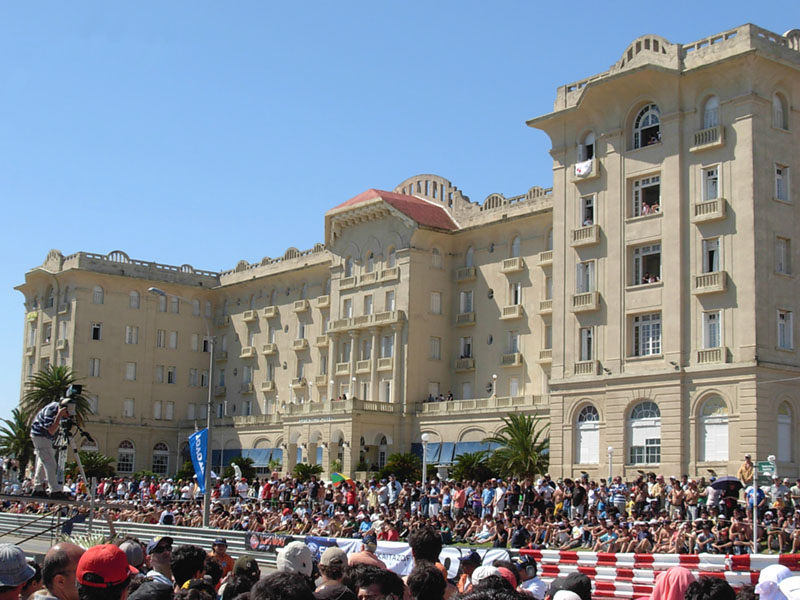
L´Argentino Hotel, Gran Premi de Piriàpolis a 2008.

Pel front de l'hotel a passat «Gran Premi de Piriàpolis de Auotomobilisme». Fins i tot la carrera automobilística a partit des del front in 2022.

## Ficció
Part de la pel·lícula uruguaiana Whisky es va rodar a les instal·lacions de l'hotel.
L'acció de la segona part de la novel·la Assassinat a l'hotel de banys de Juan Grompone, transcorre a l'hotel.